# Sasanka słowacka

Forma białokwiatowa

Sasanka słowacka (Pulsatilla halleri subsp. slavica) – w zależności od ujęcia systematycznego podgatunek lub gatunek rośliny z rodziny rodziny jaskrowatych (Ranunculaceae). We florze Polski takson ten opisywany jest jako gatunek sasanka słowacka Pulsatilla slavica (G.Reuss) G.Reuss, według Plants of the World Online jest to podgatunek sasanki Hallera.

## Rozmieszczenie geograficzne
Występuje naturalnie na Słowacji; w Tatrach Zachodnich, na Choczu, w Niżnych Tatrach, w Wielkiej Fatrze i Małej Fatrze. W Polsce podawana była z dwu stanowisk – Wielkie Koryciska i Małe Koryciska w Dolinie Chochołowskiej, także znajdujące się w Tatrach Zachodnich. Odnaleziono ją jednak tylko w Wielkich Koryciskach. Jest sporadycznie uprawiana w alpinariach. Roślina bardzo rzadka, chroniona. 

## Morfologia
ŁodygaDorasta od 15 do 30 cm wysokości. Jest biało owłosiona. Pod ziemią roślina ma cienkie kłącze.
LiścieOdziomkowe pojawiają się po kwitnieniu. Są pojedynczo pierzastosieczne, składają się z 3 odcinków głęboko 3-klapowych, a każda z tych klap jest 2–3-wrębna. Środkowy odcinek jest większy od dwu pozostałych. Ogonek liściowy o długości 1–1,5 cm. Liście łodygowe wyrastają w okółku, są siedzące, pocięte na równowąskie łatki. Wszystkie liście są biało owłosione.
KwiatyFioletowe lub liliowe, osadzone na szczycie łodygi, pokryte szarawym filcem. Okwiat niezróżnicowany na kielich i koronę. Kwiaty są wyprostowane i rozwarte, a listki okwiatu o długości 3,5–4,5 cm nie mają odgiętych końców, jak u innych gatunków sasanek. Pręciki żółte, dwukrotnie krótsze od listków okwiatu.
OwoceOwoc zbiorowy złożony z niełupek o długości 4–6 mm. Wraz z silnie wydłużoną, pierzastą szyjką słupka niełupki mają długość do 4,5 cm. Zrośnięte z szyjką słupka. Owocostan wygląda jak puszysta kulka.

## Biologia i ekologia
Bylina, hemikryptofit. Po raz pierwszy zakwita w 3. roku życia. Zapylana jest przez owady. Okres kwitnienia rozpoczyna się w kwietniu i trwa do maja. Kwiaty pojawiają się przed rozwojem liści. Nasiona dojrzewają przez ok. 40 dni, kiełkują po 20 dniach (w warunkach laboratoryjnych w 50–72%). Są rozsiewane przez wiatr (anemochoria). Siedlisko: Rośnie na suchych półkach skalnych porośniętych trawami i w prześwietlonych lasach sosnowych w reglu dolnym (1000–1170 m). Głównie na podłożu wapiennym (roślina wapieniolubna). Gatunek charakterystyczny dla Ass. Carici sempervirentis-Festucetum. Roślina trująca, zawiera alkaloidy – anemoninę i protoanemoninę. Liczba chromosomów 2n = 32.

## Zagrożenia i ochrona
Roślina objęta jest w Polsce ścisłą ochroną gatunkową. Objęta jest również konwencją berneńską i dyrektywą siedliskową. Jedyne jej stanowisko w Polsce znajduje się na obszarze ochrony ścisłej w Tatrzańskim Parku Narodowym. Populacja w Wielkich Koryciskach liczyła w latach 2001–2008 około 80–160 osobników.
Informacje o stopniu zagrożenia na podstawie:
- Polskiej czerwonej księgi roślin (2001) – gatunek narażony na wymarcie (kategoria zagrożenia VU); 2014: EN (zagrożony)[11].
- Czerwonej listy roślin i grzybów Polski (2006) – gatunek krytycznie zagrożony (kategoria zagrożenia E); 2016: EN (zagrożony)[12].
- Według Światowej Unii Ochrony Przyrody gatunek zagrożony (kategoria zagrożenia VU)[8].

Rozmnożone z nasion populacje sasanki słowackiej znajdują się w uprawie w Ogrodzie Botanicznym w Warszawie, Ogrodzie Botanicznym w Poznaniu, w Górskim Ogrodzie Botanicznym Instytutu Ochrony Przyrody PAN w Zakopanem, a ponadto nasiona przechowywane są w banku nasion w Warszawie-Powsinie.